# Diego de Cárdenas y Enríquez
Diego de Cárdenas y Enríquez foi Duque de Maqueda, Adelantado do Reino de Granada e Marques de Elche. Oitavo senhor de Cardenas, era filho primogênito de Gutierre de Cárdenas (sétimo senhor) e Teresa Enríquez, e também neto por parte de mãe de Alfonso Enríquez almirante de Castela.